# Heidi (film 1937)
Heidi – amerykański film familijny z 1937 roku w reżyserii Allana Dwana z Shirley Temple w roli głównej. Scenariusz został oparty na powieści z 1880 roku pod tym samym tytułem, autorstwa Johanny Spyri. Pierwotnie film został nakręcony na czarno-białej taśmie, ale po koloryzacji jest dostępny również w wersji barwnej.

## Fabuła
Ośmioletnia sierota Heidi zostaje oddana przez ciotkę Detie pod opiekę starego i zrzędliwego dziadka Adolpha, mieszkającego na uboczu górskiej wioski. Mężczyzna początkowo niechętny i zdystansowany wobec dziewczynki, pod jej wpływem zaczyna się zmieniać. Niespodziewanie jednak pojawia się ciotka Detie, która porywa Heidi i wywozi ją do Frankfurtu. Umieszcza ją w domu bogatego pana Sesemanna, gdzie ma być towarzyszką jego niepełnosprawnej córki Klary. Choć dziewczynki szybko się zaprzyjaźniają, a ona sama jest przez wszystkich uwielbiana, to zaczyna odczuwać samotność i tęsknić za dziadkiem. Jedyną osobą, która za nią nie przepada jest gospodyni Frau Rottenmeier. Kiedy pewnego dnia widzi, jak Heidi ponownie uczy Klarę chodzić, czuje się zagrożona, więc postanawia się jej pozbyć i sprzedać Cyganom. Tymczasem na poszukiwania małej wnuczki wyrusza jej dziadek.

## Obsada
- Shirley Temple jako Heidi
- Jean Hersholt jako Adolph Kramer
- Marcia Mae Jones jako Clara Sesemann
- Sidney Blackmer jako Herr Sesemann
- Thomas Beck jako Pastor Schultz
- Arthur Treacher jako Andrews
- Mary Nash jako Fräulein Rottenmeier
- Delmar Watson jako Peter
- Mady Christians jako Detie
- Helen Westley jako Anna

Christian Rub pojawia się w napisach początkowych, ale w końcowych już go nie ma.

## Produkcja
Według magazynu Hollywood Reporter wytwórnia 20th Century Fox zakupiła prawa do ekranizacji powieści Heidi we wrześniu 1937 roku od Sola Lessera. Początkowo reżyserem filmu miał być Otto Brower, jednak ostatecznie został nim Allan Dwan. Już podczas produkcji zmieniła się również odtwórczyni roli Frau Rottenmeier, którą początkowo grała Violet Kemble Cooper, ale z powodu zbliżającej się operacji została zastąpiona przez Mary Nash.
Zdjęcia zrealizowano m.in. w Big Bear Lake, Big Bear Valley, San Bernardino National Forest oraz w studiu wytwórni 20th Century Fox w Los Angeles. Sceny alpejskie sfilmowano w Lake Arrowhead w Kalifornii. Aktorzy oraz ekipa filmowa zostali ulokowani w miejscowym hotelu oraz kwaterach prywatnych. Temple zamieszkała w przyczepie kempingowej na stoku góry. Do dyspozycji miała ośmiu ochroniarzy, którzy odprowadzili ją na plan i towarzyszyli w innych miejscach.
Scena, w której Heidi zostaje nagle ochlapana mlekiem podczas dojenia kozy została zaplanowana bez wiedzy Shirley Temple, dlatego jej reakcja jest autentyczna. Scena, w której Heidi uczy Petera czytać została usunięta z ostatecznej wersji filmu.
Prapremiera filmu odbyła się 8 października 1937 roku w Glendale w Kalifornii, a na jej pokazie obecni byli Shirley Temple i Jean Hersholt.